# Lac Milouin
Lac Milouin är en sjö i Kanada.   Den ligger i regionen Mauricie och provinsen Québec, i den östra delen av landet, 400 km norr om huvudstaden Ottawa. Lac Milouin ligger 511 meter över havet. Arean är 0,46 kvadratkilometer. Den ligger vid sjöarna  Lac Berlinguet Lac de la Brume Lac de la Lime och Lac du Duc. Den sträcker sig 1,6 kilometer i nord-sydlig riktning, och 0,6 kilometer i öst-västlig riktning.
I omgivningarna runt Lac Milouin växer i huvudsak blandskog. Trakten runt Lac Milouin är nära nog obefolkad, med mindre än två invånare per kvadratkilometer.